# Redina, Sofia
Redina (în bulgară Редина) este un sat în comuna Svoghe, regiunea Sofia,  Bulgaria. 

## Demografie
Componența etnică a satului Redina
     Bulgari (100%)
     Nicio identificare (0%)
     Altele (0%)
La recensământul din 2011, populația satului Redina era de 98 locuitori. Din punct de vedere etnic, toți locuitorii erau bulgari.